# الموناسید دو لا کوبا سیرا
الموناسید دو لا کوبا سیرا (به اسپانیایی: Almonacid de la Sierra) یک شهرستان در اسپانیا است که در استان ساراگوسا واقع شده‌است.